# Wormer
Wormer est un village néerlandais situé dans la commune de Wormerland, dans le centre de la province de Hollande-Septentrionale. Au 1er janvier 2021, il compte 12 880 habitants, ce qui en fait de loin le village le plus peuplé de la commune. L'hôtel de ville est situé dans le village.
Wormer se trouve sur la rive gauche du Zaan, au nord-ouest d'Amsterdam, face à Wormerveer, qui, en dépit de son nom, ne fait pas partie de la commune de Wormerland, mais de celle de Zaanstad.

## Histoire
Wormer a été une commune indépendante jusqu'au 1er janvier 1991. À cette date, la commune fusionne avec Wijdewormer et Jisp pour former la nouvelle commune de Wormerland.

## Personnalités liées au village
- Martin Bosma (né en 1964), homme politique néerlandais, natif de Wormer.
- Micky van de Ven (né en 2001), footballeur néerlandais, natif de Wormer.